# Erwin von Witzleben
(Erwin von Witzleben al giudice Roland Freisler, in seguito alla sua condanna a morte)
Job Wilhelm Georg Erdmann Erwin von Witzleben (Breslavia, 4 dicembre 1881 – Berlino, 8 agosto 1944) è stato un generale (feldmaresciallo) tedesco, che prestò servizio nella prima e nella seconda guerra mondiale.
Nominato feldmaresciallo nel 1940 dopo la vittoriosa campagna di Francia, fu giustiziato a seguito del fallito attentato a Hitler del 20 luglio 1944.

## Biografia

### I primi anni
Erwin von Witzleben nacque a Breslavia, da una famiglia di antico lignaggio e tradizione militare; sin da giovane decise anch'egli di proseguire nella tradizione di famiglia, dedicandosi alla carriera militare. Nel 1901 ottenne il suo primo incarico con la nomina a sottotenente del 7º Reggimento granatieri König Wilhelm I.
Si sposò con Else Kleeberg, con la quale ebbe due figli: un maschio e una femmina.

### La carriera militare
Durante la prima guerra mondiale combatté a Verdun e nelle Fiandre. Durante gli scontri fu gravemente ferito. Il valore dimostrato in battaglia lo mise in mostra come uno dei migliori giovani ufficiali tedeschi, e gli valse la decorazione della Croce di Ferro di prima e seconda classe.
Alla fine della guerra, von Witzleben fu mantenuto in servizio nella ricostituita Reichswehr, il nuovo esercito della Repubblica di Weimar, ottenendo ruoli di comando presso diverse unità operative.
Il 1º febbraio 1934 von Witzleben ottenne la promozione a Generalmajor e il comando della 3ª divisione di fanteria. Circa un anno dopo fu nominato in sostituzione di Werner von Fritsch, divenuto capo del Comando supremo dell’Esercito (OKH), quale nuovo Comandante del Terzo distretto militare del Reich (tedesco: Wehrkreis III); questa nomina aveva una particolare importanza simbolica e militare, poiché lo poneva al comando delle truppe a difesa della città di Berlino. In questo modo von Witzleben divenne uno dei generali più in vista della nuova Wehrmacht, ottenendo rapidamente la promozione a Generalleutnant (nel settembre del 1935) e successivamente il comando del III Corpo d'Armata, con sede a Berlino. Nel 1936 fu ulteriormente promosso al grado di General der Infanterie.
Nonostante fosse uno dei generali più in vista della Wehrmacht, von Witzleben fu sempre un elemento ostile al nuovo regime nazista. Ciò lo mise subito in contatto con gli altri esponenti della resistenza militare al nazismo. Nel 1938 partecipò alla definizione di un piano d'azione per attuare un colpo di Stato in occasione della crisi dei Sudeti; in questa congiura erano coinvolti personaggi di spicco del mondo militare tedesco, tra cui Ludwig Beck, Erich Hoepner, Wilhelm Canaris e Franz Halder. Tutti questi uomini erano preoccupati dalla politica estera aggressiva di Hitler, e credevano che la Germania non potesse permettersi una guerra contro gli Alleati occidentali.
A von Witzleben sarebbe dovuto spettare un ruolo decisivo per attuare il colpo di Stato: dato il suo ruolo di comandante militare del Distretto di Berlino, egli avrebbe dovuto garantire il controllo della capitale e dei principali uffici governativi. Tuttavia il progetto fallì: da un lato infatti gli eventi che portarono alla firma del Trattato di Monaco fecero superare il rischio imminente di una guerra in Europa, dall'altro le esitazioni dei congiurati impedirono l'avvio di una soluzione risoluta contro il regime nazista.
Nonostante von Witzleben rimanesse in contatto con i gruppi di opposizione al regime, non fu per il momento esonerato da responsabilità di comando nella Wehrmacht. Nel novembre 1938 fu nominato a capo del II Gruppo d'Armate, il cui comando operativo era sul confine orientale tedesco, presso Francoforte sull'Oder.
Nel settembre 1939, allo scoppio della seconda guerra mondiale, von Witzleben fu promosso a Generaloberst e nominato comandante della I Armata. Nel suo nuovo incarico, si trovò a presidiare le posizioni tedesche lungo il settore settentrionale della Linea Maginot.
Quando iniziò l'invasione tedesca della Francia, l'armata sotto il comando di von Witzleben era inquadrata nel Gruppo d'armate C, al comando del generale von Leeb. Poiché occupava l'ala meridionale del dispositivo d'attacco tedesco, la I Armata non partecipò attivamente al colpo di falce grazie al quale la Wehrmacht irruppe attraverso le posizioni alleate e circondò gran parte delle loro truppe nel Passo di Calais; tuttavia, quando scattò la seconda fase dell'invasione, anche le truppe sotto il comando di von Witzleben ebbero modo di passare all'attacco. Il 14 giugno 1940 la I Armata sfondò le linee francesi a difesa della linea Maginot e in pochi giorni costrinse alla resa diverse divisioni nemiche.
Come riconoscimento del ruolo da lui svolto nella vittoriosa Campagna di Francia, il 19 luglio 1940 von Witzleben fu nominato Generalfeldmarschall.
Il 26 ottobre 1940 von Witzleben assunse il comando del Gruppo d'armate D, un'unità costituita allo scopo di controllare le zone di occupazione militare tedesca nella Francia settentrionale e in Belgio. Il 15 marzo 1941 si dispose che il Comandante in capo del Gruppo d'armate D fosse considerato Comandante in capo della Wehrmacht per tutto il teatro occidentale (Oberbefehlshaber West); in questo modo von Witzleben si trovò al comando di tutto il fronte occidentale.
Mantenne l'incarico fino al 15 marzo 1942, quando venne sostituito da Gerd von Rundstedt, e trasferito da Hitler nella Führerreserve.

### L'attentato del 20 luglio 1944
Nel 1944 von Witzleben prese parte alla progettazione e alla realizzazione del fallito attentato a Hitler del 20 luglio 1944. Secondo i piani dei cospiratori, il generale Ludwig Beck avrebbe dovuto assumere il ruolo di capo di Stato, mentre proprio von Witzleben sarebbe dovuto diventare Comandante supremo della Wehrmacht.
Dopo lo scoppio della bomba nel quartier generale di Hitler nella Prussia orientale, von Witzleben tardò a raggiungere Stauffenberg e gli altri cospiratori al Bendlerblock a Berlino per assumere il comando della Wehrmacht. Quando si presentò al quartier generale era ormai sera e il tentativo di colpo di Stato era ormai chiaramente fallito. Dopo meno di un'ora von Witzleben lasciò Berlino per tornare verso Zossen.
Fu impiccato l'8 agosto 1944, a seguito della sentenza di morte emessa contro di lui dal tribunale del Popolo (Volksgerichtshof). Durante il processo, come ultima umiliazione pubblica, von Witzleben fu costretto a presentarsi senza poter indossare cinture o bretelle; ciò lo obbligava a tirarsi su di continuo i pantaloni mentre era in piedi di fronte alla corte: questo gli valse gli insulti del presidente della corte Roland Freisler. Dopo la sua condanna a morte, Von Witzleben si rivolse a Freisler e affermò sprezzante che in pochi mesi il popolo tedesco sarebbe insorto contro il regime, profezia che si rivelò notevolmente inesatta. A titolo d'esempio la Battaglia di Berlino, che avrebbe segnato la fine della Germania nazista, vide un ampio impiego di Volkssturm, ovvero l'improbabile milizia popolare composta unicamente da civili male armati e senza addestramento. Malgrado la superiorità incontestabile dell'Armata Rossa, molti di essi presero parte ad un combattimento che fu tanto mortale quanto vano.

## Cultura di massa
- Operazione Valchiria (Valkyrie), regia di Bryan Singer (2008), interpretato da David Schofield